# Connie et Carla
Pour plus de détails, voir Fiche technique et Distribution.
Connie et Carla (Connie and Carla) est un film américain réalisé par Michael Lembeck, sorti en salles le 16 avril 2004 aux États-Unis et le 1er septembre 2004 en France.

## Synopsis
Connie et Carla sont deux amies d'enfance qui se produisent dans des shows musicaux dans les halls d'aéroport. Lorsqu'un soir, elles sont malencontreusement témoins d'un meurtre qui les oblige à s'exiler à Los Angeles. Sur place, elles ne trouvent pour les employer qu'une scène où elles devront faire leur show incognito... Elles se font passer pour des drag queens pour se fondre dans la masse. Tandis que leur mafioso leur court toujours après…

## Fiche technique
- Réalisation : Michael Lembeck
- Scénario : Nia Vardalos
- Photo : Richard Greatrex
- Musique : Randy Edelman
- Producteur : Gary Barber, Roger Birnbaum, Jonathan Glickman et Tom Hanks
- Distribution : États-Unis : Universal Pictures - France : United International Pictures
- Budget : 20 000 000 dollars
- Durée : 98 minutes
- Pays :  États-Unis
- Langue : anglais
- Dates de sortie : 
  -  : 13 avril 2004
  - France : 1er septembre 2004
  - Belgique : 29 décembre 2004

## Distribution
Légende : Version Française = V.F.[réf. nécessaire] et Version Québécoise = V.Q.
- Nia Vardalos (V.F. : Véronique Desmadryl ; V.Q. : Hélène Mondoux) : Connie
- Toni Collette (V.F. : Françoise Cadol ; V.Q. : Violette Chauveau) : Carla
- David Duchovny (V.F. : Georges Caudron ; V.Q. : Alain Zouvi) : Jeff
- Stephen Spinella (V.F. : Stéphane Bazin) : Robert / Peaches
- Alec Mapa (V.F. : Paolo Domingo) : Lee / N'Cream
- Christopher Logan : Brian / Patty Melt
- Robert Kaiser : Paul
- Ian Gomez (V.Q. : Benoit Rousseau) : Stanley
- Robert John Burke (V.Q. : Daniel Picard) : Rudy
- Boris McGiver (V.Q. : Manuel Tadros) : Tibor
- Nick Sandow : Al
- Dash Mihok (V.Q. : Louis-Philippe Dandenault) : Mikey
- Chelah Horsdal : Amie Botoxée
- Debbie Reynolds : Elle même
- Greg Grunberg : Guide visite studio